# Yui Horie
Yui Horie (堀江 由衣, Horie Yui), de son vrai prénom Yoshiko (由子) est une chanteuse et une doubleuse (seiyū) populaire au Japon. Elle est née le 20 septembre 1976 à Tōkyō (arrondissement de Katsushika) au Japon. Elle mesure 1,55 m pour 43 kg et est du type sanguin B. Yui Horie est quelquefois surnommée affectueusement Hocchan (ほっちゃん) par ses fans. Hocchan a commencé sa carrière de seiyū en 1997.

## Carrière de doublage
| 2024 - Yomiko Tsukigami - How I Married an Amagami Sister 2021 - Yūto Sakurai - My Senpai is Annoying - Excel Walter - How a Realist Hero Rebuilt the Kingdom 2020 - Ran Kuzuryu - Moe! Ninja Girls RPG - Plumeria - Fire Emblem Heroes 2019 - Sanae Kochiya - Touhou Cannonball 2018 - Riko Izayoi/Cure Magical - HUGtto! PreCure (36-37) - Charlotte Corday - Fate/Grand Order 2017 - Nepgear - Cyberdimension Neptunia: 4 Goddesses Online (en) - Belfast et North Carolina - Azur Lane 2016 - Kaho Nikaidō - First Love Monster - Charlotte Dimandias - Hundred - Felix Argyle - Re:Zero kara hajimeru isekai seikatsu - Wiz - KonoSuba - Hitomi - Dead or alive xtreme 3 venus - Teresa Linares - Tales of Berseria - Riko Izayoi/Cure Magical - Maho Girls PreCure! - Aina Kuronuma - Sakamoto, pour vous servir ! - Springfield - Girls' Frontline (en) 2015 - Nepgear / Purple Sister - Megadimension Neptunia VII, MegaTagmension Blanc + Neptune VS Zombies, et Superdimension Neptune VS Sega Hard Girls (ja) - Sakuya Tsukumo - Absolute Duo - Kaoruko Takanashi - Classroom Crisis - Millfiore Filliano Biscotti - Dog Days" - Setsuko Gidō - F - The Perfect Insider - Kyōchikutō - Hidan no Aria AA - Anna Kushina - K RETURN OF KINGS - Mamiya - Kantai Collection - Alisa - Minna Atsumare! Falcom Gakuen SC - Miss Monochrome - Miss Monochrome -The Animation-2, 3 - Yui Kanakura - Nisekoi (OAV) - Tsubasa Hanekawa - Owarimonogatari - Kosuri Onigashira - Shimoneta to iu gainen ga sonzai shinai taikutsu na sekai 2014 - Kisara Tendō - Black Bullet - Salamandinay - Cross Ange - Miss Monochrome - Girl Friend Beta, Shōnen Hollywood, Wooser no sono hi gurashi - kakusei hen- - Nana Iida - Rail Wars! - Teena et Kumbhira - Granblue Fantasy - Wagon - Ressha Sentai ToQger - Ess (ou S en version japonaise) - Puyo Puyo Tetris - Ena Sakura - Sabagebu! - Siesta et Tesla Violette - Super Heroine Chronicle (en) 2013 - Irina Jelavic - Assassination Classroom (OAV) - Eris the Morning Star - Battle Spirits: Saikyou Ginga Ultimate Zero - Kanon Ozu - Coppelion - Yulia - DD Ken le Survivant - Princess Tamamushi - Double Circle (Web Anime) - Kōko Kaga - Golden Time - Nepgear / Purple Sister - Hyperdimension Neptunia: The Animation - Chie Satonaka - Persona 4 Arena Ultimax - Yamuraiha - Magi: The Labyrinth of Magic - Miss Monochrome - Miss Monochrome -The Animation- - Storia - Suisei no gargantia (OAV) - Serena Cadenzavna Eve - Senki Zesshou Symphogear G - Rion Nanami - Valvrave the Liberator - Yoriko Matsumoto - Yuyushiki 2012 - Ekoro - Gal*Gun (en) (version PS3) - Yuki Kashiwagi the 6th - AKB0048 - Emika Takatsuki - Ano Natsu de Matteru - Ach - Busou Shinki - Millfiore Filliano Biscotti - Dog Days' - Anna Kushina - K - Delusion Yu - Kore wa Zombie desu ka? - Riki Naoe - Little Busters! - Chie Satonaka - Persona 4: Arena - Tsubasa Hanekawa - Nisemonogatari, Nekomonogatari - Nepgear / Purple Sister - Hyperdimension Neptunia Victory - Ryūnosuke Akasaka, Maid-chan - Sakurasou no Pet na Kanojo - Liu Bei - Sengoku Collection - Rufina - Shining Hearts: Shiawase no Pan 2011 - Millfiore Filliano Biscotti - Dog Days - Maruga - Dragon Crisis! - Tesla Violette - Kaitō Tenshi Twin Angel - Nepgear / Purple Sister - Hyperdimension Neptunia mk2 - Multi HMX12 - Aquapazza: Aquaplus Dream Match (en) - Akane Mishima - Kämpfer für die Liebe - Masako Natsume - Mawaru-Penguindrum - Chie Satonaka - Persona 4: The Animation - Akane Akaza - YuruYuri 2010 - Rena - Elsword (en) (version japonaise) - Miharu Takeshita - B Gata H Kei - Mago - Ikki Tousen: Xtreme Xecutor - Celine - Jewelpet Twinkle - Tsurara Oikawa - Nura : Le Seigneur des Yokaïs 2009 - Kyōko Ikumi - Aoi Hana - Tsubasa Hanekawa - Bakemonogatari - Namiko Nozaki - GA Geijutuka Art Design Class - Sonia Shaflnarz - Hayate le Majordome - Akane Mishima - Kämpfer - Haruka Nishida - Kanamemo - Mira Julietta Vespaland - Lupin III vs Détective Conan - Kanako Yamazaki - Natsu no Arashi!, Natsu no Arashi! Akinai chū - Mihoko Fukuji - Saki - Shōko Maruuchi - Zan Sayonara Zetsubō Sensei - Shirousa - Sugar Bunnies Fleurs - Minori Kushieda - Toradora! - Fatina - The Tower of Druaga: the Sword of Uruk - Urin - Umimonogatari ~Anata ga itekureta koto~ - Maria Ushiromiya - Umineko no Naku Koro ni 2008 - Yume Asakura - D.C. II: Da Capo II Second Season - Chie Suzugasaki - Hyakko - Sonken Chūbō - Ikki Tousen Great Guardians - Chie Satonaka - Persona 4 (Jeu Vidéo) - Kamika Todoroki, Kuroneko, Riko - Shikabane hime Aka - Shirousa - Sugar Bunnies Chocolat! - Fatina - The Tower of Druaga: the Aegis of Uruk - Yuki Cross - Vampire Knight - Miyako Takagami - Wagaya no oinari-sama. - Siesta - Zero no Tsukaima: Princesses No Rondo | 2007 - Yume Asakura - D.C. II: Da Capo II - Manami Amamiya - Gakuen Utopia Manabi Straight! - Hanyū - Higurashi no Naku Koro ni Kai - Hanyū - Higurashi no Naku Koro ni Rei (OAV) - Yukiho Hagiwara - Idolmaster: Xenoglossia - Suzu - Nagasarete Airantō - Nanae Fujieda - Sky Girls - Touka Kureha - Shining Tears X Wind - Shirousa - Sugar Bunnies - Byakko - Suteki Tantei Labyrinth - Aoi Misato - Tokyo Majin Gakuen Kenpuchō: Tō - Siesta - Zero no Tsukaima: Futatsuki no Kishi 2006 - Mei Ling - D.Gray-man - Yōko - Inukami! - Ayu Tsukimiya - Kanon 2006 - Yasuna Kamiizumi - Kashimashi ~girl meets girl~ - Makie Sasaki - Negima!? - Mizuho Miyanokōji - Otome wa boku ni koishiteru - Sumire - Ray The Animation - Eri Sawachika - School Rumble Ni Gakki - Nanae Fujieda - Sky Girls (OAV) - Siesta - Zero no Tsukaima 2005 - Kotori Shirakawa - D.C.S.S. ~Da Capo Second Season~ - Kaoruko Ichijō - Futakoi alternative - Fantine Valjean - IGPX (en) - Pekoru - La loi d'Ueki - Ginka - Loveless - Tamami Chanohata - Mahoraba Heartful Days - Makie Sasaki - Mahō sensei Negima - Miyako Uehara - Pani poni dash! 2004 - Honey Kisaragi / Cutie Honey - Re: Cutie Honey (OAV) - Hitomi - Dead or Alive Ultimate (Jeu Vidéo) - Kaoruko Ichijō - Futakoi - Jiyū Nanohana / Jubei Yagyu II - Jubei-chan 2 - Megumi Higashihara - Kenran butousai The Mars Daybreak - Eri Sawachika - School rumble - Najenka - Yūgo ~Koushounin~ 2nd Negotiation Russia hen 2003 - Sarara - Binzume yousei - Kotori Shirakawa - D.C. ~Da Capo~ - Hitomi - Dead or Alive Xtreme Beach Volleyball (Jeu Vidéo) - Sayaka Kinoshita - Détective Academie Q - Mayura Daidouji - Matantei Roki RAGNAROK - Yuriko Amemiya - Nanaka 6/17 - Ayu Tateishi - Ultra Maniac 2002 - Koma - Asagiri no Miko - Silvia Maruyama - Earth defender Mao-chan - Ayu Tsukimiya - Kanon - Mirabelle- Ō Dorobou JING - Naru Narusegawa - Love Hina et Love hina again(OAV) - Yuya Shiina - Samurai deeper Kyo - Sakuya - Sister princess RePure - Rio Takeuchi - Spiral: suiri no kizuna - Aya Fujimiya - Weiß kreuz Glühen 2001 - Celvice Klein - Zone of the Enders - Hiromi Fujimori - Angelic layer - Hitomi - Dead or Alive 3 (Jeu Vidéo) - Tōru Honda - Fruits Basket - Mikage - Prétear - Iron Maiden Jeanne - Shaman king - Sakuya - Sister princess - Corina Solgente - Tales of Eternia THE ANIMATION 2000 - Mitsuko Kōmyōji - Android Kikaider: The Animation - Sue Harris - Argento Soma - Naru Narusegawa - Love Hina - Rockna Higari - Mon colle knights - Suzuko Natsume - Omishi Magical Theater: Risky Safety - Catherine Chapman - Sci-Fi HARRY - Fina - Skies of Arcadia - Mint - Trouble Chocolate 1999 - Lieza Flora Melno -Arc the Lad - Galatea - Bubblegum Crisis: Tokyo 2040 - Michelle Cay - Infinite ryvius - Multi HMX12 - To Heart, To Heart 〜Remember my Memories〜 1998 - Francheska - Akihabara dennō gumi - Kenji - Bakusō Kyōdai Let's & Go!! (ja) - Girl A #18 - Cowboy Bebop - Haruka - Kurogane communication - Lita Ford - St. Luminous Jogakuin - Aya Fujimiya - Weiß kreuz 1997 - Aun Freya - Photon (OAV) |

## Discographie

### Albums
1. Mizutamari ni utsuru sekai (水たまりに映るセカイ?) (21 décembre 2000)
2. Kuroneko to Tsuki Kikyu wo Meguru Boken (黒猫と月気球をめぐる冒険?) (29 novembre 2001)
3. Sky (24 juillet 2003)
4. Rakuen (楽園?) (28 avril 2004)
5. Usotsuki Alice to Kujira go wo meguru boken (嘘つきアリスとくじら号をめぐる冒険?) (23 novembre 2005)
6. Darling (20 janvier 2008)
7. Honey Jet!! (15 juillet 2009)
8. Himitsu (秘密?) (22 février 2012)
9. World End no Niwa (ワールドエンドの庭?) (7 janvier 2015)

### Compilation
1. Ho? (ほっ??) (26 mars 2003)
2. Best Album (20 septembre 2012)

### Singles
Yamato Nadeshiko (duo temporaire avec Yukari Tamura)
- Mou Hitori no Watashi (2000)
- Merry Merrily (2001)

## DVD/VHS

### Compilations
- Yui Horie CLIPS 0 ~since'00~'01~ (2002)
- yui horie CLIPS 1 (2004)
  - Sakura - son premier clip, pour son premier album, 水たまりに映るセカイ (Mizutamari ni utsuru sekai)
  - Love destiny - parties "live" du générique d'ouverture de Sister Princess
  - Kirari takaramono - cette chanson est le thème d'ouverture de Love Hina Again
  - All my love - cette chanson est le thème d'ouverture de Earth Defender Mao-chan
  - Kokoro harete yoru mo akete - cette chanson est le thème de fin de Jubei-chan 2
- yui horie CLIPS 2 (2010)

### Live
- Horie Yui wo Meguru Bōken TOUR FINAL ~Second Tour 2006~ (2006)
- Horie Yui Christmas Live ~ Yui ga Santa ni Kigaetara ~ (2008)
- Horie Yui wo Meguru Bōken 2 ~ Budōkan de Butōkai ~ (2010.05.12)

## Character Songs
- 悠久幻想曲 3 パーペチュアルブルー(Yukyu Gensōkyoku 3 Perpetual Blue) Part.6 Frone Treatia
- Say Cheese! - Nagasarete Airantō, Ending
- Michishirube - Kashimashi ~girl meets girl~, Ending (épisode 10)
- Tsubasa - Sister Princess, Ending
- Girlish - Sister Princess, Image Song
- Mainichi ga Otenki - Love Hina, Insert song
- Bari Bari Otenba - Love Hina, Insert Song
- Haru Da mono! - Love Hina, Image Song
- Be For You, Be For Me (Narusegawa Naru version) - Love Hina Again, Ending
- Yakusoku~eternal promise~ - Love Hina, Insert song
- For Fruit Basket (Honda Tooru version) - Fruits Basket, Opening
- Chiisana Inori (Honda Tooru version) - Fruits Basket, Ending
- IN YOU - Shaman king, Image Song
- Sono Saki no Justice - Shaman king, Image Song
- It's My Style - Earth defender Mao-chan, Ending
- Soyokaze no Harmony - Da Capo, Image Song
- Aosusuki - Samurai deeper Kyo, Image Song
- Feel My Feeling - School Rumble, Image Song
- DEPENDENCE - School Rumble ni gakki, Image Song
- Pre-Parade - Toradora!, Opening
- Sugar Sweet Nightmare - Bakemonogatari, Opening
- Nano Desu - Hanyuu Higurashi no naku koro ni, Image Song
- Honoo No Kotachi - K, Anna's Character Song